# Phoxomeloides laticincta
Phoxomeloides laticincta är en skalbaggsart som beskrevs av Hermann Burmeister 1847. Phoxomeloides laticincta ingår i släktet Phoxomeloides och familjen Cetoniidae. Inga underarter finns listade i Catalogue of Life.